# روبرت لويس بير
روبرت لويس بير (بالإنجليزية: Robert L. Byer)‏ هو فيزيائي. وكان رئيس الجمعية البصرية الأمريكية في عام 1994 وعضوا في الجمعية الفيزيائية الأمريكية في عام 2012.
هو حاليا أستاذ الفيزياء التطبيقية في جامعة ستانفورد. وقد أجرى العديد من البحوث وقام بالتدريس  في الليزر و البصريات غير الخطية في جامعة ستانفورد منذ عام 1969. قدم العديد من المساهمات في علوم وتكنولوجيا الليزر بما في ذلك تجربة أول تذبذب موجي مرئي، وتطوير ليزر المرنان المتحول غير المستقر، والاستشعار عن بعد باستخدام مصادر الأشعة تحت الحمراء المتذبذبة و دقة التحليل الطيفي باستخدام التشتت المتماسك. أبحاثه الحالية تتضمن تطوير المواد البصرية غير الخطية وليزر الصمام الثنائي من أجل تطبيقات كتحديد موجات الجاذبية وتسريع جزيئات الليزر.
قاد البروفيسور بير مساهمات جامعة ستانفورد في مرصد ليغو والذي رصد أول اضطراب في الزمكان على الإطلاق والناجم عن دمج زوج من الثقوب السوداء في 14 أيلول / سبتمبر 2015.
نشر البروفيسور بير أكثر من 500 ورقة علمية كما يحمل 50 براءة اختراع في مجالات الليزر و البصريات غير الخطية. تم انتخاب البروفيسور بير عضوا في الأكاديمية الوطنية للهندسة في عام 1987 وفي الأكاديمية الوطنية للعلوم في عام 2000.